# Lucia Sanchez
Pour les articles homonymes, voir Sanchez.
Ne doit pas être confondu avec Lucía Sánchez Saornil.
Lucía Sánchez, aussi écrit Lucia Sanchez, est une actrice et réalisatrice espagnole et française[réf. nécessaire]. Elle vit et travaille à Paris.

## Biographie
Lucia Sanchez s'est fait connaître du grand public grâce au court métrage de François Ozon, Une robe d'été, où elle incarne une Andalouse charmante et déjantée. Elle joue également dans le premier long métrage du cinéaste, Sitcom, sélectionné à la Semaine de la critique.
Elle interprète un des rôles principaux du long métrage Les Solitaires de Jean-Paul Civeyrac primé au festival de Belfort. Elle a également travaillé avec Delphine Gleize dans le court métrage Un château en Espagne pour lequel elle obtient le Lutin de la meilleure actrice et le prix d'interprétation au festival de Mons, avant de poursuivre leur collaboration dans Carnages, sélectionné à Un certain regard. On l'a vu aussi dans des films de Gilles Marchand, Alain Guiraudie ou dans La Reine des pommes de Valérie Donzelli.
Elle joue un des rôles principaux de Cache-Cache d'Yves Caumon, présenté au festival de Cannes  dans le cadre de la Quinzaine des réalisateurs, ainsi que dans la série Kaboul Kitchen sur Canal Plus.
Au théâtre, elle joue avec Renaud Cojo, Michel Didym, Christophe Guichet, Laurence de la Fuente, et travaille particulièrement sur des auteurs contemporains.
Outre son activité de comédienne, Lucia Sanchez est également réalisatrice. Elle porte un regard décalé et ironique dans des fictions courtes, séries web, et aussi dans des documentaires sur des sujets de société qui lui tiennent à cœur. Ses films ont été sélectionnés et primés dans plusieurs festivals (Créteil, Idfa, Fipa, Lussas, Belfort, Bucarest) et sont fréquemment diffusés à la télévision (Arte, France 2, France 3, Ciné-cinémas…).

## Filmographie

### Actrice

#### Cinéma

##### Courts métrages
- 1996 : Une robe d'été de François Ozon : Lucia
- 1997 : Scènes de lit de François Ozon, segment Tête-bêche : la femme
- 1998 : X2000 de François Ozon : l'amante en face
- 1998 : Les Mains de Violeta d'elle-même : Violeta
- 1999 : Un enfant sans tête d'Olivier Hémon et Malika Saci
- 1999 : Un château en Espagne de Delphine Gleize : Iñes
- 1999 : Un arabe ouvert d'Hervé Lasgouttes : Jeannick, la prostituée
- 1999 : Le Piranha andalou de Delphine Gleize : Alice
- 2000 : A corps perdu d'Isabelle Broué : la colocataire
- 2000 : La Vase d'Olivier Lorelle
- 2000 : Aquellos extraños momentos de Fernando Sanchez
- 2001 : Les Filles aussi de Stéphane Granata
- 2001 : Cinématon #2014 de Gérard Courant
- 2001 : Lucia Sanchez, Cinématon n°2014, Carnets filmés de Gérard Courant
- 2001 : Le Chien, le chat et le cibachrome de Didier Blasco : Hariana
- 2002 : House Hunting de Christophe Rogriguez : la femme à l'enfant
- 2004 : C'était le chien d'Eddy d'Olivier Babinet et Bertrand Mandico  : Laura
- 2004 : Mon jour de chance de Nicolas Brevière : Madame Esteban
- 2007 : Décroche de Manuel Schapira
- 2009 : Rech JF : pour court-métrage rémunéré de Manuel Schapira
- 2015 : Le Film que nous tournerons au Groenland de Sébastien Betbeder : elle-même
- 2017 : Blind Sex de Sarah Santamaria-Mertens : la mère
- 2021 : Et de l’herbe, et des fleurs, et de l’eau[1] de Clément Schneider et Joseph Minster : la mère du marié

##### Longs métrages
- 1996 : Bernie d'Albert Dupontel : Maria
- 1998 : Sitcom de François Ozon : Maria
- 2000 : Les Solitaires de Jean-Paul Civeyrac : Alice
- 2001 : Avec tout mon amour d'Amalia Escriva : Teresa
- 2001 : 2000 Cinématons de Gérard Courant : elle-même
- 2002 : Plus haut de Nicolas Brevière : Victoria
- 2002 : Carnages de Delphine Gleize : Jeanne
- 2003 : Mes enfants ne sont pas comme les autres de Denis Dercourt : l'ornithologue
- 2003 : Qui a tué Bambi ? de Gilles Marchand : l'infirmière espagnole
- 2004 : Dans le rouge du couchant d’Edgardo Cozarinsky : la patiente de Clara
- 2004 : Mystification ou l'histoire des portraits de Sandrine Rinaldi : Madame Therbouche
- 2005 : Cache-Cache d'Yves Caumon : Caroline, la femme de Frédéric
- 2005 : Voici venu le temps d'Alain Guiraudie : Loupiana Riboque
- 2007 : Cap Nord de Sandrine Rinaldi
- 2010 : Camping 2 de Fabien Onteniente : Madame Gandarias
- 2011 : Itinéraire bis de Jean-Luc Perréard
- 2011 : La guerre est déclarée de Valérie Donzelli: la directrice de la crèche
- 2011 : Dix-sept filles de Delphine et Muriel Coulin : la prof d'aquagym
- 2012 : Des morceaux de moi de Nolwenn Lemesle : Juanita
- 2012 : Jeunesse de Justine Malle : Anna
- 2017 : Zombillénium d'Arthur de Pins et Alexis Ducord : Dolorès (voix)
- 2017 : Les Ex de Maurice Barthélémy : Sofia, la femme d'Alberto
- 2019 : Je promets d'être sage de Ronan Le Page : la vacancière
- 2019 : Docteur ? de Tristan Séguéla : Madame Jimenez
- 2020 : Antoinette dans les Cévennes de Caroline Vignal : Annie
- 2022 : Annie colère de Blandine Lenoir : Dolores
- 2022 : Le Nouveau Jouet de James Huth : Ana Maria
- 2023 : Mon crime de François Ozon : Madame Alvarez

#### Télévision
- 1999 : Vertiges (collection) : Prise au piège de Jérôme Enrico (téléfilm) : Inès
- 1999 : Chambre n°13 : épisode Poker idiot de Lars Blumers (série)
- 2000 : Le Juge est une femme, saison 5, épisode 2 Suspectes de Pierre Boutron (série) : Renata
- 2000 : Paris-Deauville d'Isabelle Broué (téléfilm) : la touriste espagnole
- 2001 : Maigret : Maigret à l'école d'Yves de Chalonge (série) : Maria Guardia Lopez
- 2004 : Haute coiffure de Marc Rivière (téléfilm) : Carole
- 2006 : SoeurThérèse.com, épisode Meurtre en sous-sol de Christophe Douchand (série) : Andrea Pereira
- 2008 : La Vie à une de Frédéric Auburtin (téléfilm) : la baby-sitter
- 2009 : Un village français de Philippe Triboit, saison 1, épisodes 1 Le Débarquement et 2 Chaos (série) : Carlotta
- 2010 : Pas de politique à table de Valérie Minetto (téléfilm)
- 2011 : Hard de Cathy Verney, saison 2, épisode 4 (série) : cliente au catch
- 2012 : Kaboul Kitchen d'Allan Mauduit et Jean-Patrick Benes (série)
- 2013 : 15 jours ailleurs de Didier Bivel (téléfilm) : Muriel
- 2013 : Tiger Lily, quatre femmes dans la vie de Benoît Cohen, épisode Mes désirs font désordre (mini-série) : Rosy
- 2018 : Ad Vitam de Thomas Cailley, épisodes 4 et 5 (mini-série) : la conseillère
- 2022 : Oussekine d'Antoine Chevrollier, épisodes 2 et 4 (mini-série) : Madame Garcia
- 2022 : Notre-Dame, la part du feu de Hervé Hadmar, épisode 1 (mini-série) : Carmen
- 2024 : Zorro (série) : la mère de Nakaï

### Réalisatrice
- 1998 : Les Mains de Violeta
- 2000 : Siestes
- 2002 : Las amigas
- 2003 : Salomé!!!!
- 2006 : Pick up
- 2008 : Profanations
- 2010 :  Les Belles et les bêtes (documentaire)
- 2011 : La Guerre du golf (documentaire)
- 2012 : Boulevard movie (court métrage, collection de Canal +)
- 2013 : Modern Couple (web documentaire)
- 2016 : C'est l'heure du bilan (documentaire, France 2, émission Infrarouge)
- 2017 : 
  - Les Yeux de la tête (web-documentaire, Arte)
  - Let's Go[2] (série web, France 3 Normandie) ; écriture : Élise Vigier
- 2019 : Petits Chefs (France 3)
- 2020 : Tapis rouge (TV5 monde)
- 2022 : Mafalda, Reviens ! (documentaire) (France 5)

## Théâtre

### Comédienne
- 1999-2000 : La Confession, mise en scène de Michel Didym
- 1999 : Lolicom, mise en scène de Renaud Cojo
- 2002 : Mercure Apocryphe de Yann Apperry, étape de travail mise en scène par Valérie Crunchant
- 2004 : Ascension et déclin d'une Européenne, mise en scène de Christophe Guichet
- 2005 : Ludidrama, mise en scène de Laurence de la Fuente
- 2006 : Noces de sang de Patrice Douchet
- 2010 : Les Actrices de Laurence de la Fuente au festival de Blaye (Carré des Arts de Saint-Médard-en-Jalles)

## Distinctions
- Prix du jury festival de Mamers pour Siestes
- Prix d'aide à la création au festival de Grenoble pour Siestes
- Meilleure réalisatrice au festival de Grenade pour Siestes
- Prix du meilleur documentaire au festival de Bucarest en 2003 pour Las amigas
- Prix du public au festival de Stains pour Salomé!!!!
- Prix du public au festival international de films de femmes de Créteil pour Profanations